# イマンドラ湖
イマンドラ湖（イマンドラこ、ロシア語: Имандра, 英語: Imandra、キルディン・サーミ語: Аверь）は、ロシア連邦ムルマンスク州、コラ半島の南西部に位置する湖。ヒビヌイ山脈が西にそびえ、北西側の湖畔にモンチェゴルスク市がある。
面積は876km2。深さは67m。140の島がある。約20の川が流入し、流出する川にはニヴァ川がある。